# III Giochi paralimpici invernali
I III Giochi paralimpici invernali si sono disputati ad Innsbruck (Austria) dal 14 al 20 gennaio 1984.

## I Giochi

### Discipline
- Sci alpino
- Corse di slittino sul ghiaccio
- Sci di fondo

## Medagliere

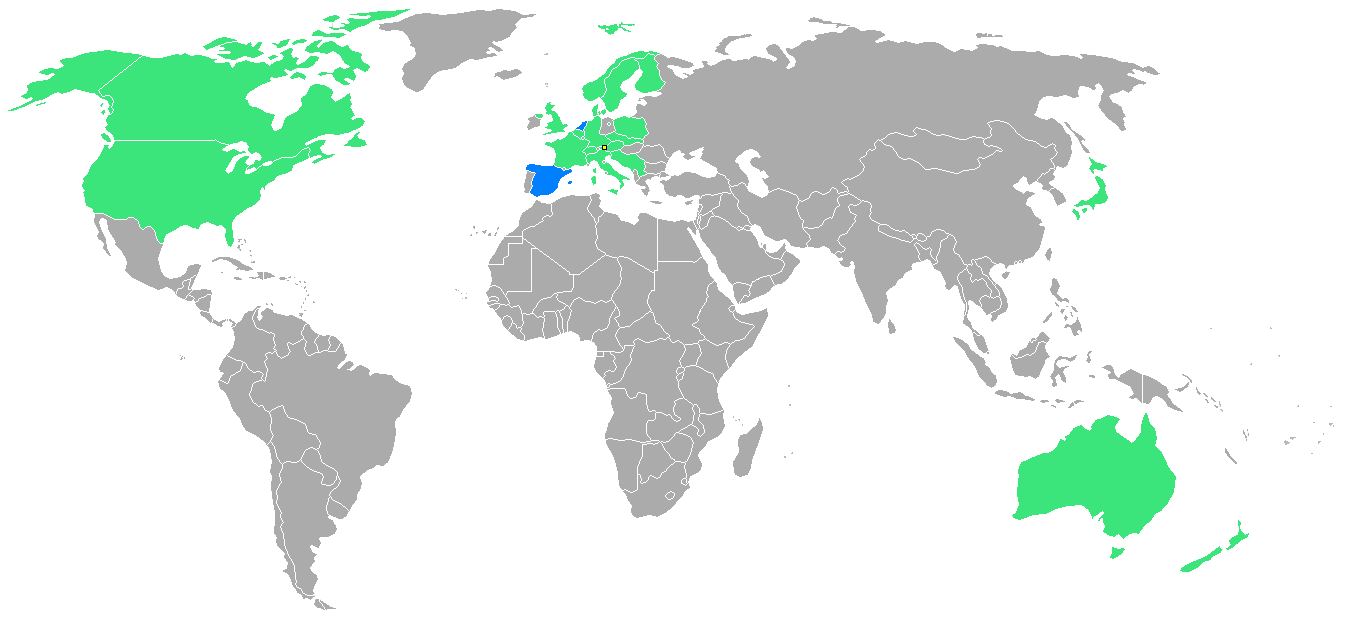
I paesi partecipanti; quelli partecipanti per la prima volta sono in blu.

I primi 10 CPN per numero di medaglie d'oro sono elencati di seguito. La nazione ospitante (Austria) viene evidenziata.
| Posizione | Paese          |     |    |    | Totale |
| --------- | -------------- | --- | -- | -- | ------ |
| 1         | Austria        | 34  | 19 | 17 | 70     |
| 2         | Finlandia      | 19  | 9  | 6  | 34     |
| 3         | Norvegia       | 15  | 13 | 13 | 41     |
| 4         | Germania Ovest | 10  | 14 | 10 | 34     |
| 5         | Stati Uniti    | 7   | 14 | 14 | 35     |
| 6         | Svezia         | 7   | 2  | 5  | 14     |
| 7         | Svizzera       | 5   | 16 | 16 | 37     |
| 8         | Francia        | 4   | 2  | 0  | 6      |
| 9         | Polonia        | 3   | 2  | 8  | 13     |
| 10        | Canada         | 2   | 8  | 4  | 14     |
| Totale    | Totale         | 106 | 99 | 93 | 298    |